# مقطوطة
المقطوطة: وتصنع من اللحم والكبد التي يقلى بالسمن البلدي والبصل، وغالباً ما تعدّ هذه الأكلة في المناسبات التي تذبح فيها أكثر من ذبيحة في آن واحد.